# Tachymenoides harrisonfordi
Tachymenoides harrisonfordi – gatunek węża z rodziny połozowatych (Colubridae), opisany w 2023 r. na podstawie okazu złowionego w maju 2022 r. w Parku Narodowym Otishi w Peru przez zespół Edgara Lehra.
Dorosłe okazy mierzą ok. 40 cm, a ich ubarwienie grzbietowe jest żółtawobrązowe z ciemnymi plamkami, zaś brzuch czarny. T. harrisonfordi żyją w punie i żywią się jaszczurkami oraz żabami. 
Nazwany na cześć Harrisona Forda.